# مائوریتسیو پونتسی
مائوریتسیو پونتسی (ایتالیایی: Maurizio Ponzi؛ زادهٔ ۸ مهٔ ۱۹۳۹) کارگردان فیلم و فیلم‌نامه‌نویس اهل ایتالیا است.
او در فیلم عشق و خشم پیر پائولو پازولینی «دستیار کارگردان» بود.
از فیلم‌هایی که وی در آن‌ها نقش داشته‌است، می‌توان به شفق قطبی اشاره نمود.